# 1801

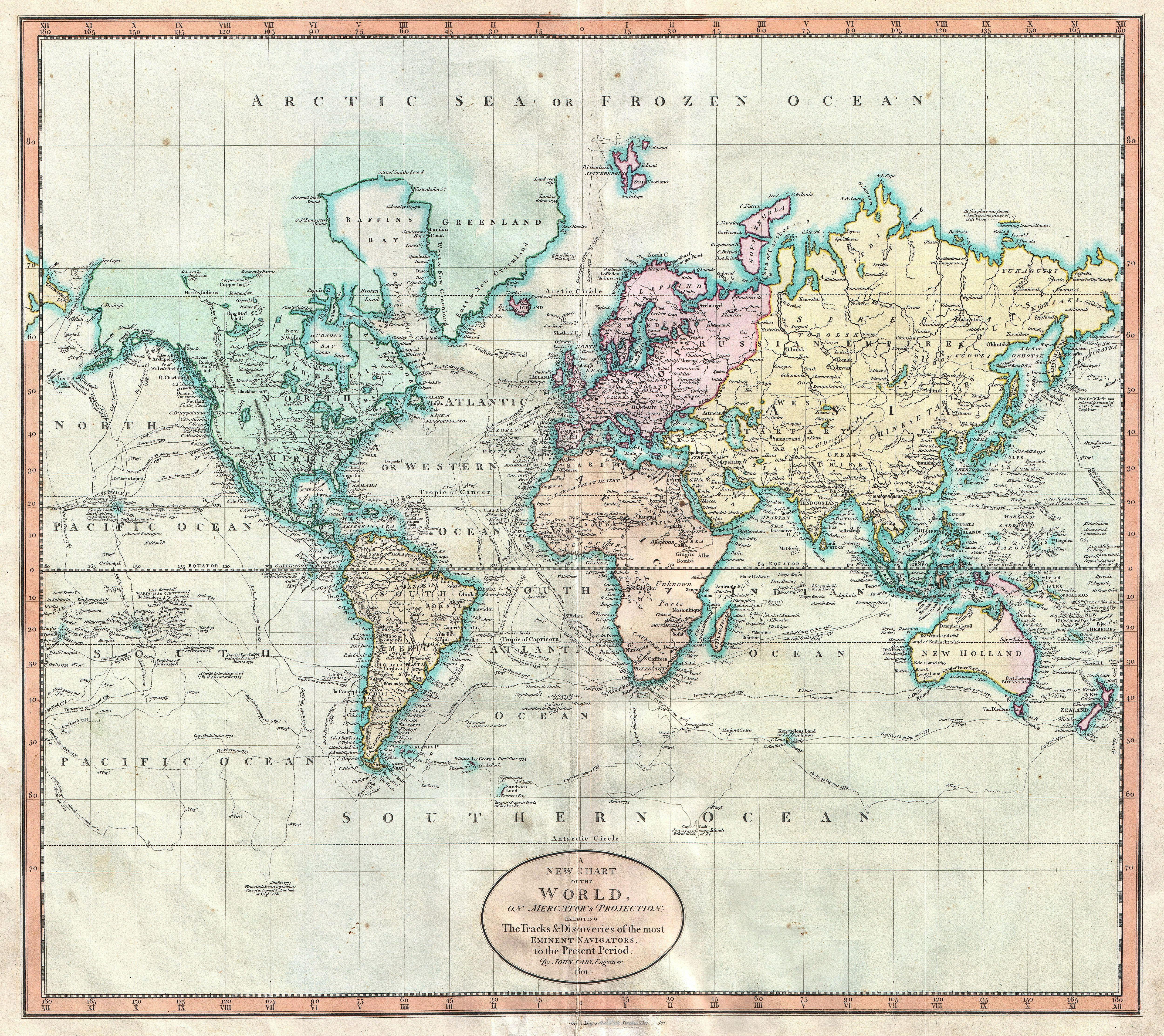
Mapa do mundo em 1801, pelo cartógrafo John Cary.

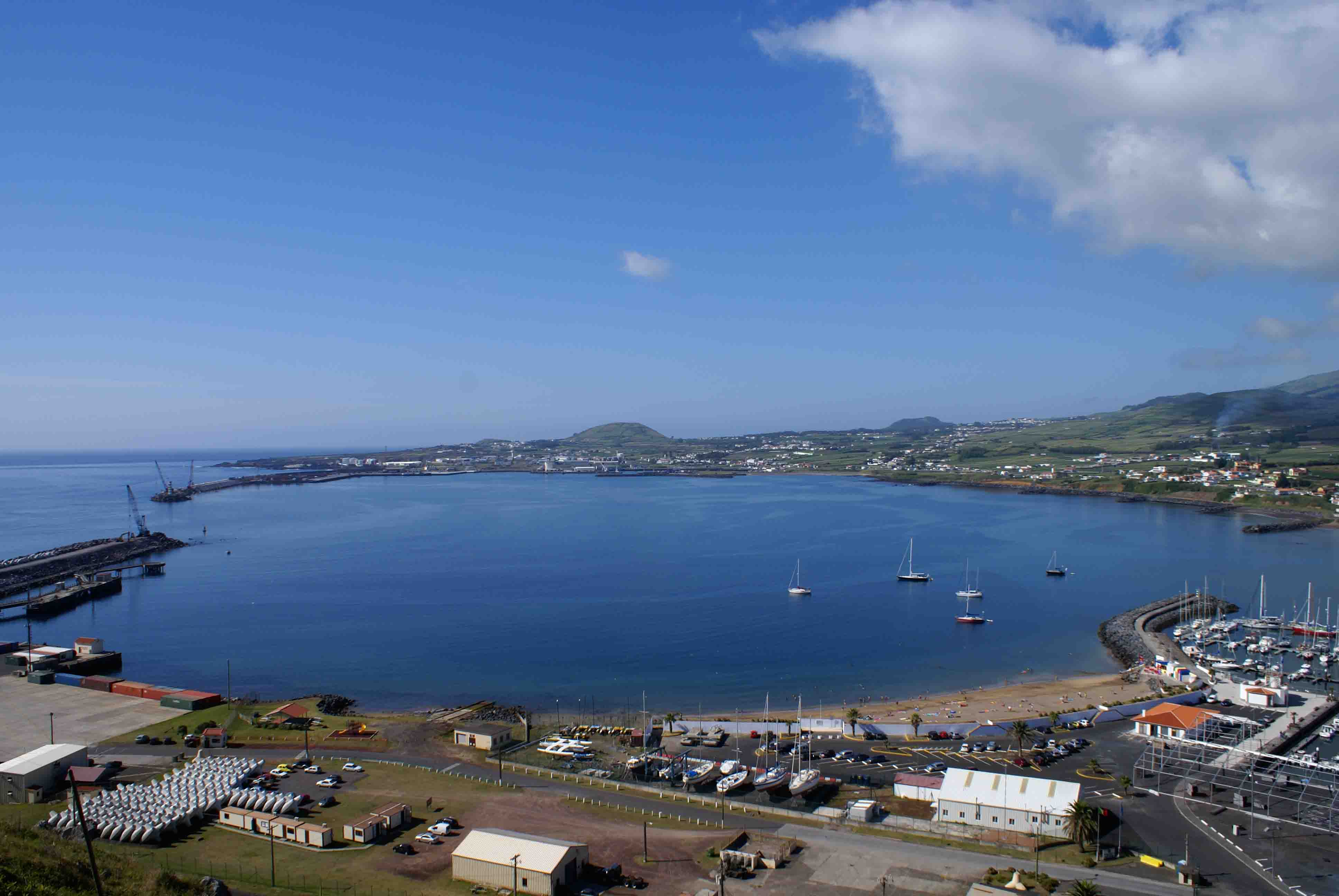
Baía da Praia da Vitória, parte da Praia Grande.

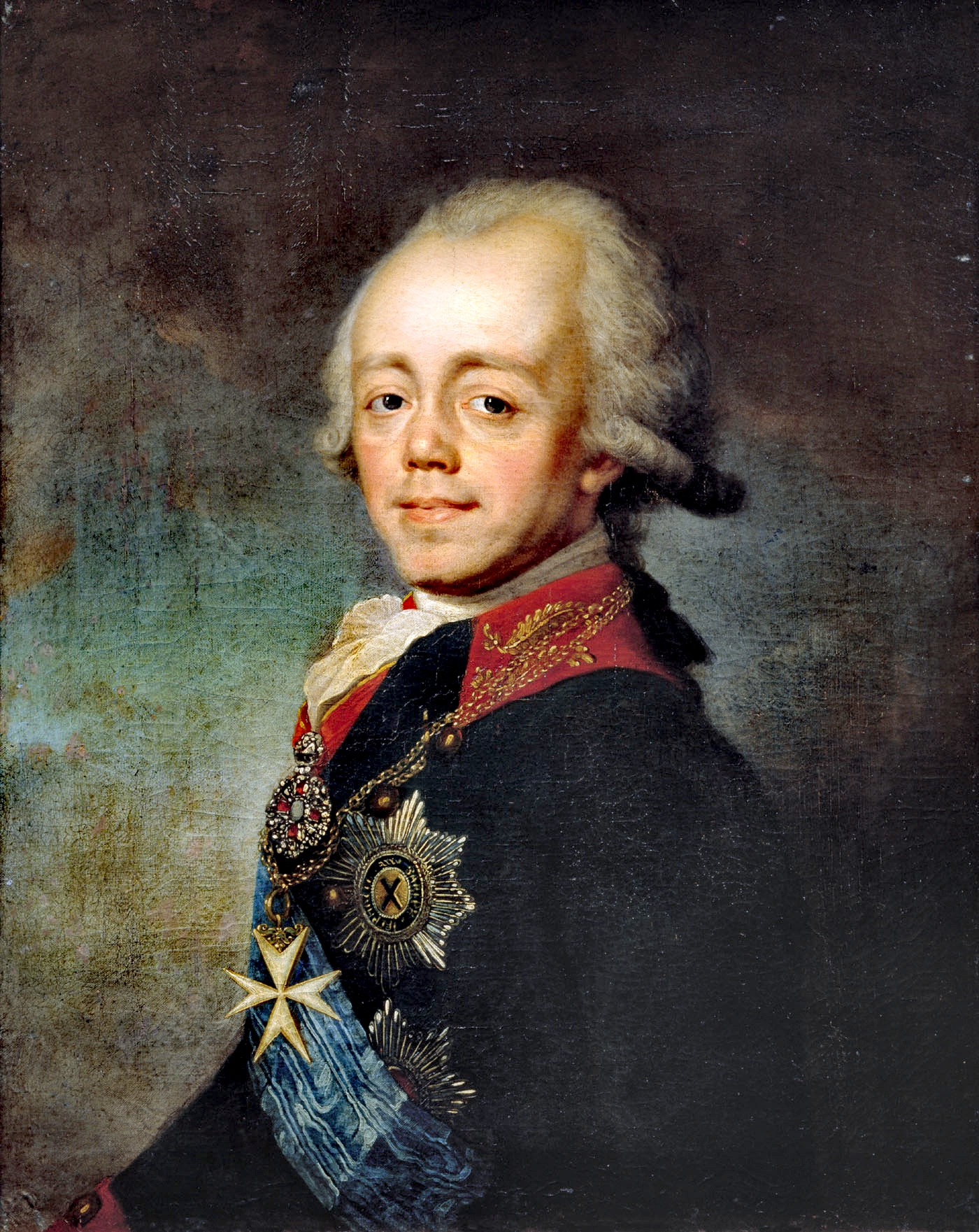
Paulo I da Rússia, Czar e autocrata de todas as Rússias.

- Wikisource

| Calendário gregoriano                                                        | 1801 MDCCCI                          |
| Ab urbe condita                                                              | 2554                                 |
| Calendário arménio                                                           | 1250 – 1251                          |
| Calendário bahá'í                                                            | -43 – -42                            |
| Calendário budista                                                           | 2345                                 |
| Calendário chinês                                                            | 4497 – 4498 Início a 13 de fevereiro |
| Calendário copta                                                             | 1517 – 1518                          |
| Calendário etíope                                                            | 1793 – 1794                          |
| Calendários hindus - Vikram Samvat - Calendário nacional indiano - Cáli Iuga | 1856 – 1857 1722 – 1723 4901 – 4902  |
| Calendário Holoceno                                                          | 11801                                |
| Calendário islâmico                                                          | 1216 – 1217                          |
| Calendário judaico                                                           | 5561 – 5562                          |
| Calendário persa                                                             | 1179 – 1180 Início a 21 de março     |
| Calendário rúnico                                                            | 2051                                 |
| Calendário solar tailandês                                                   | 2344                                 |

1801 (MDCCCI, na numeração romana)  foi um ano comum, o primeiro ano do século XIX do actual Calendário Gregoriano, da Era de Cristo, e a sua letra dominical foi D (53 semanas), teve início a uma quinta-feira e terminou também a uma quinta-feira.
| Ano completo                        |
| ----------------------------------- |
| Ano comum com início à quinta-feira |

## Eventos

### Janeiro
- 1 de janeiro:

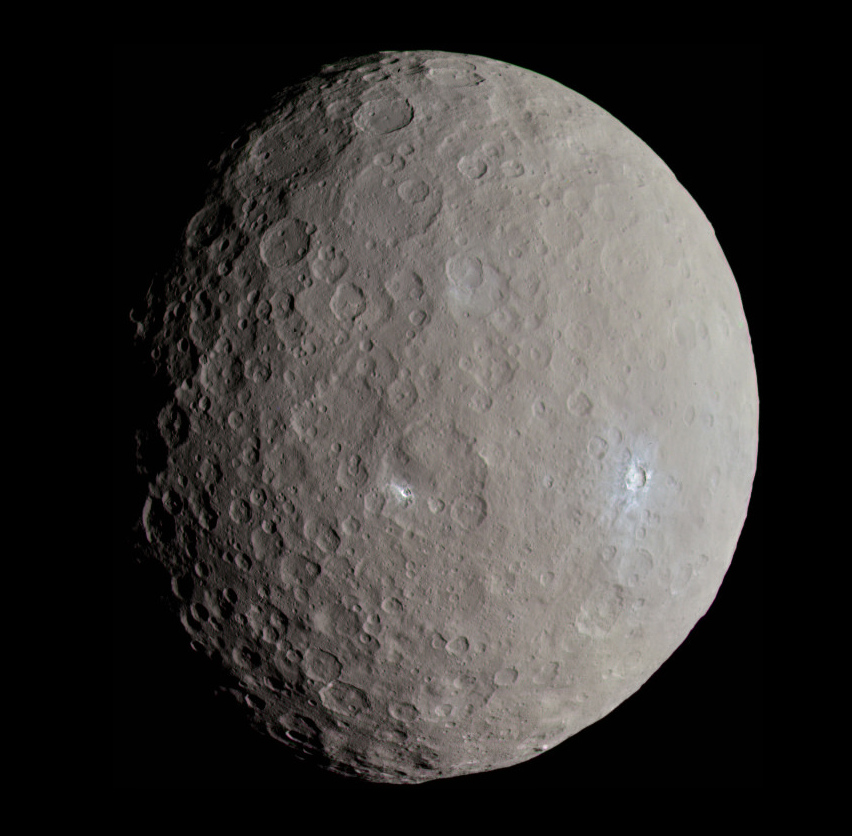
1 de janeiro: Descoberta de Ceres.

  - Um terramoto atinge a região chilena de La Serena.[1]
  - A união legislativa do Reino da Grã-Bretanha e do Reino da Irlanda é concluída para formar o Reino Unido da Grã-Bretanha e Irlanda.
  - Ceres, o maior e primeiro objeto conhecido no cinturão de asteroides, é descoberto por Giuseppe Piazzi.[2]

### Março
- 4 de março:
  - Thomas Jefferson toma posse como 3º Presidente dos Estados Unidos da América.

### Maio
- 20 de maio:

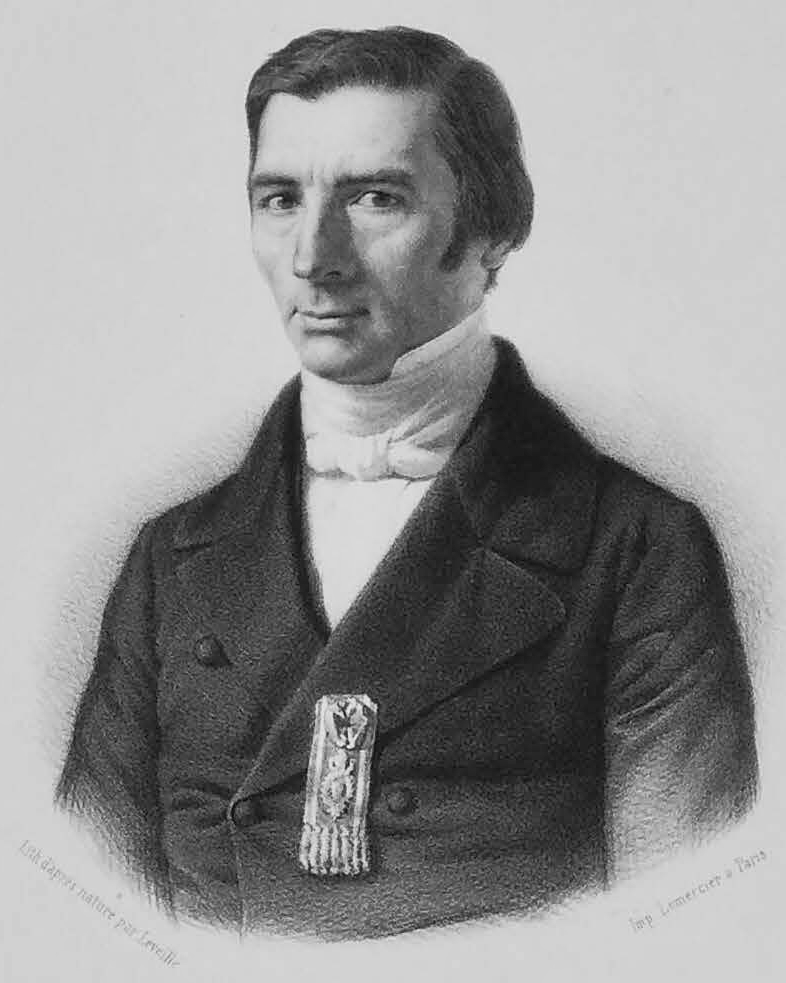
Frédéric Bastiat, economista e escritor francês

  - Inicio da Guerra das Laranjas entre Portugal e Espanha com ajuda da França.
- 21 de maio:
  - um delator informou às autoridades da capitania os planos dos conjurados, o que conduziu à detenção de diversos implicados na Conspiração dos Suassunas.
- 23 de maio:
  - José Monteiro da Rocha, Conselheiro do Príncipe Regente D. João, é nomeado Mestre do príncipe D. Pedro, e dos infantes.

### Junho
- 6 de junho:
  - Portugal e Espanha assinam o Tratado de Badajoz, terminando com a Guerra das Laranjas, contudo o tratado é rejeitado por parte da Napoleão Bonaparte.

### Setembro
- 27 de setembro:
  - Espanha declara guerra a Portugal, no âmbito da aliança com a França de Napoleão Bonaparte.
- 29 de Setembro:
  - Portugal e Espanha assinam o Tratado de Madrid, em que são impostas condições mais pesadas a Portugal em relação às acordadas no Tratado de Badajoz.

### Novembro
- 4 de Novembro:
  - A princesa portuguesa D. Carlota Joaquina de Bourbon instituí a Ordem das Damas Nobres de Santa Isabel, uma ordem honorífica e feminina, exclusivamente destinada a senhoras da nobreza.

### Eventos sem data
- Descoberta da radiação ultravioleta por Johann Wilhelm Ritter.
- Criação da Vila de São Bernardo de Russas, Ceará.
- Primeira demonstração prática do tear automático de Joseph-Marie Jacquard.
- Grande abalo de terra (sismo) na ilha Terceira, arruinando quase por completo a Vila da Praia, as freguesias do Cabo da Praia, Fonte do Bastardo e de São Sebastião onde matou 2 pessoas e destruiu a Igreja matriz de São Sebastião, casa da Câmara Municipal da Praia e muitas casas, até às fortalezas da mesma Vila.

## Nascimentos
- 5 de Abril - Vincenzo Gioberti, filósofo e político italiano. (m. 1852).
- 30 de Junho - Frédéric Bastiat, economista e jornalista francês (m. 1890).
- 16 de Julho - António José de Amorim, militar e político português (m. 1877).
- 12 de Outubro - Friedrich Frey-Herosé, foi Presidente da Confederação suíça em 1854 (m. 1873).
- 13 de Novembro - Elise da Baviera, princesa da Baviera e rainha da Prússia (m.1873).
- 13 de Novembro - Amélia Augusta da Baviera, princesa da Baviera e rainha da Saxônia (m. 1877).
- 22 de Novembro - D. Antão José Maria de Almada, 2.º conde de Almada (m. 1834).

## Mortes
- 11 de Janeiro - Domenico Cimarosa, compositor italiano (n. 1749).
- 23 de Março - Paulo I da Rússia, czar (n. 1754).
- 25 de Março - Novalis, poeta alemão (n. 1772).
- 28 de Março - Ralph John Abercromby, tenente-general britânico (n. 1734).
- Antoine-Joseph Pernety, escritor francês (n. 1716).

## Por tema
- 1801 na arte
- 1801 no Brasil
- 1801 na ciência
- 1801 na literatura
- 1801 na música
- 1801 na política